# Jack Wilson (pallavolista)
Jack Wilson (19 dicembre 1993) è un pallavolista statunitense.
Gioca nel ruolo di schiacciatore e opposto nel Kokkolan Tiikerit.

## Carriera
La carriera di Jack Wilson inizia nei tornei pallavolistici della Virginia, giocando per quattro annate con la Cosby High School. Concluse le scuole superiori entra a far parte della squadra di pallavolo maschile della George Mason University: dopo aver saltato la stagione 2013, partecipa alla NCAA Division I dal 2014 al 2017, raggiungendo le Final 6 nel 2016.
Nella stagione 2017-18 firma il suo primo contratto professionistico in Finlandia, dove difende i colori del Kokkolan Tiikerit in Lentopallon Mestaruusliiga.